# Liste der Monuments historiques in Machault (Ardennes)
Die Liste der Monuments historiques in Machault führt die Monuments historiques in der französischen Gemeinde Machault auf.

## Liste der Immobilien
| Bezeichnung                 | Beschreibung           | Standort                         | Kennzeichnung | Schutzstatus | Datum | Bild           |
| --------------------------- | ---------------------- | -------------------------------- | ------------- | ------------ | ----- | -------------- |
| Kirche St-Pierre-et-St-Paul | ab dem 12. Jahrhundert | Rue Guillaume de Machault (Lage) | PA00078459    | Classé       | 1919  | weitere Bilder |

## Liste der Objekte
| Bezeichnung                                              | Beschreibung           | Standort                                  | Kennzeichnung | Schutzstatus | Datum | Bild |
| -------------------------------------------------------- | ---------------------- | ----------------------------------------- | ------------- | ------------ | ----- | ---- |
| Grabstein für Pierre de Machault und Henriette de Taizyt | Stein, 14. Jahrhundert | in der Kirche St-Pierre-et-St-Paul (Lage) | PM08000302    | Classé       | 1908  |      |